# Josep Traité i Compte
Josep Traité i Compte (Olot, 13 de setembre de 1935 - Olot, 8 de novembre de 2022) fou un escultor, aquarel·lista i pesebrista català. La seva obra més reconeguda és l'escultòrica i consisteix en escultures de terracota policromada de petit format (entre 15 i 30 cm) amb dos tipus de temàtica: en primer lloc, la vida de la pagesia catalana al principi del segle xx, ja sigui en el camp o als pobles, reflectint oficis, tasques agrícoles i ramaderes, tradicions i cerimònies religioses. Com a segona temàtica té el pessebre, amb totes les escenes relacionades amb el naixement de Jesús, tals com l'anunciació als pastors, la Nativitat, l'Adoració dels Reis, la Fugida a Egipte, etc.
Les obres de Traité figuren en col·leccions públiques i privades de tot el món, destacant la col·lecció de més de cent peces del Museu de la Vida Rural de Espluga de Francolí, una Nativitat obsequiada al Papa Juan Pau II, figures de pessebre per a la UNESCO i els conjunts escultòrics que tenen gairebé totes les associacions pessebristes de Catalunya i de molts llocs d'Espanya.

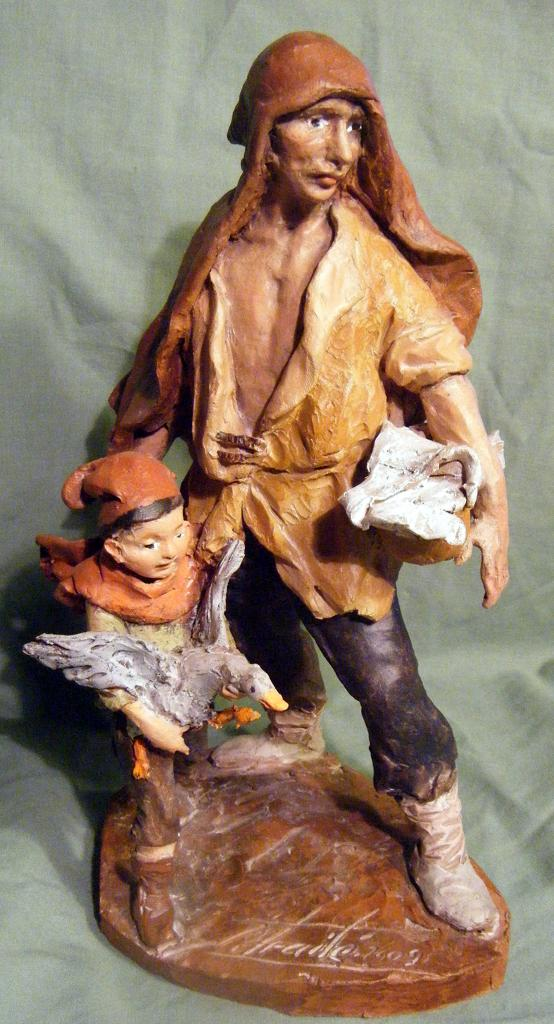
En Patufet i el seu pari, el de la Caputxa, Traité 2010.

## Obres destacades[calcitació]
Atès que les seves figures són de petit format i el gran nombre de creacions en més de cinquanta anys de carrera, resulta impossible destacar una o diverses escultures concretes. Per apreciar de forma extensa l'obra escultòrica, resulta convenient visitar la col·lecció del Museu de la Vida Rural. Poden contemplar-se els seus diorames de pessebres, en Nadal, a Olot, i durant tot l'any en el Museu del Pessebre de Catalunya de Sant Vicent de Montalt (Barcelona), així com en nombroses associacions pessebristes catalanes i espanyoles. L'any 2000, realitza una imatge del Crist de la preciosa sang, per a la confraria de Santa Maria Magdalena, d'Alhama de Múrcia.